# St. Johannes der Täufer (Schweitenkirchen)

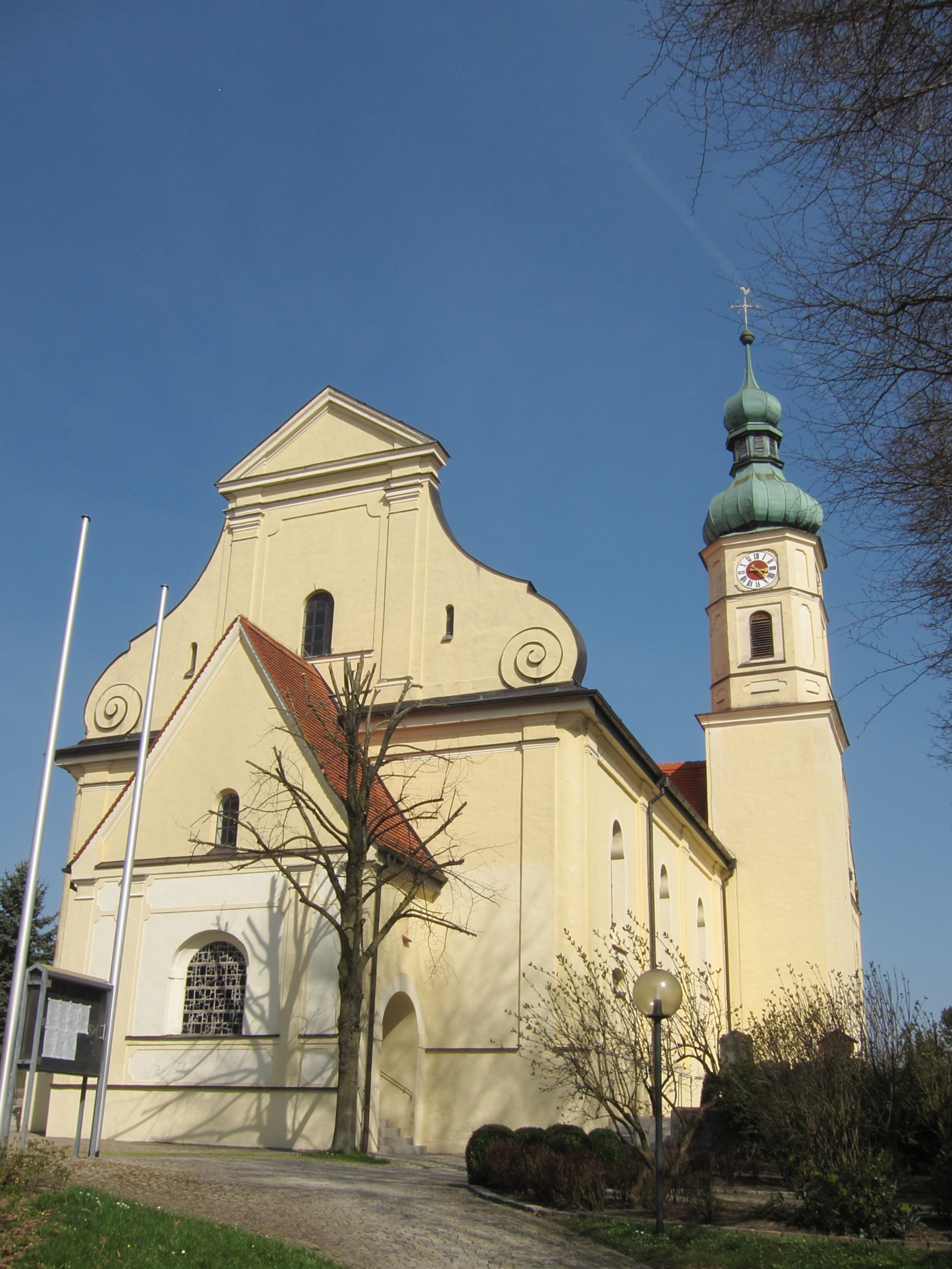
St. Johannes der Täufer in Schweitenkirchen

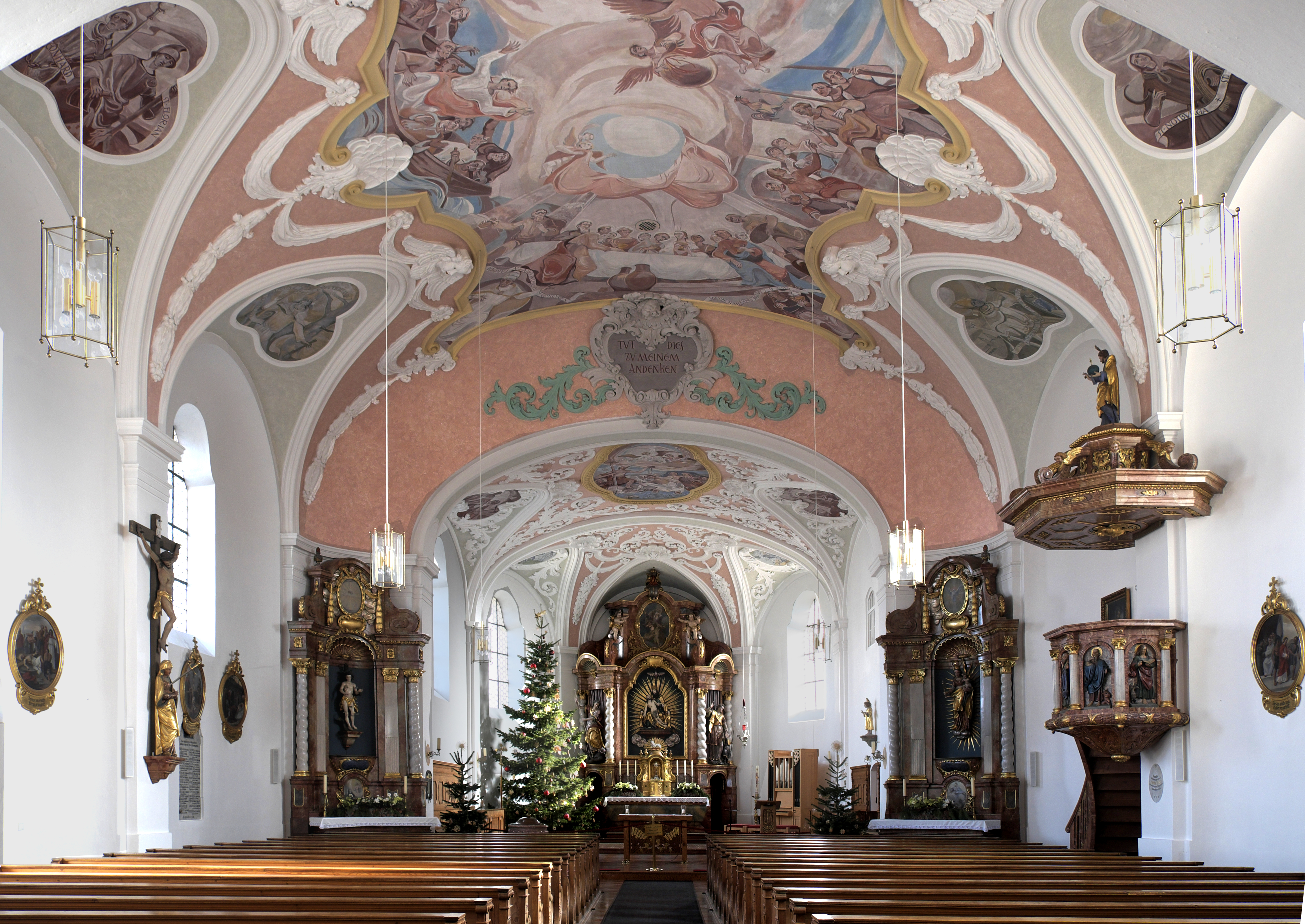
Innenraum

Die römisch-katholische Pfarrkirche St. Johannes der Täufer, auch als St. Johannes Baptist bezeichnet, steht in Schweitenkirchen, einer Gemeinde im oberbayerischen Landkreis Pfaffenhofen an der Ilm. Sie ist in der Liste der Baudenkmäler in Schweitenkirchen als Baudenkmal unter der Nr. D-1-86-152-1 eingetragen. Die Kirche gehört zum Pfarrverband Schweitenkirchen im Dekanat Freising des Erzbistums München und Freising.

## Beschreibung
Die neobarocke Saalkirche wurde in den Jahren 1906 bis 1909 nach einem Entwurf von Johann Baptist Schott erbaut. Sie besteht aus dem Langhaus, dem eingezogenen, halbrund geschlossenen Chor im Osten, der Sakristei an der Südwand des Chors und dem Kirchturm an der Südwand des Langhauses. Der untere Teil des Turms blieb vom spätgotischen Vorgängerbau erhalten, seine achteckigen Obergeschosse wurden 1650 aufgesetzt. Sie enthalten die Turmuhr und den Glockenstuhl mit vier Glocken aus dem Jahr 1950. Den Abschluss des Turms bildet die von einer Laterne bekrönte Zwiebelhaube. Eine alte Schweitenkirchener Glocke, gegossen von Ulrich von Rosen im Jahr 1454, hängt in der Filialkirche Hirschhausen. 
Vor der Westfassade mit Volutengiebel befindet sich in einem Vorbau das Portal. 
Der Innenraum ist mit Tonnengewölben überspannt. Zum Hochaltar gehört die Darstellung des Gnadenstuhls, den um 1520 der Meister von Rabenden gestaltete. Die Darstellung ist eine der selteneren Formen, in der Gottvater sitzend nicht Jesus am Kreuz vor sich hält, sondern ähnlich einer Pietà auf dem Schoß, den Leichnam mit der rechten Hand stützend; mit der linken hält er den Arm Jesu. Über der von zwei Engeln begleiteten Figurengruppe schwebt der Heilige Geist in Gestalt der Taube. 
Die Orgel baute 1992 Anton Staller.